# Anadenanthera
Anadenanthera là một chi thực vật có hoa trong họ Đậu.

## Hình ảnh

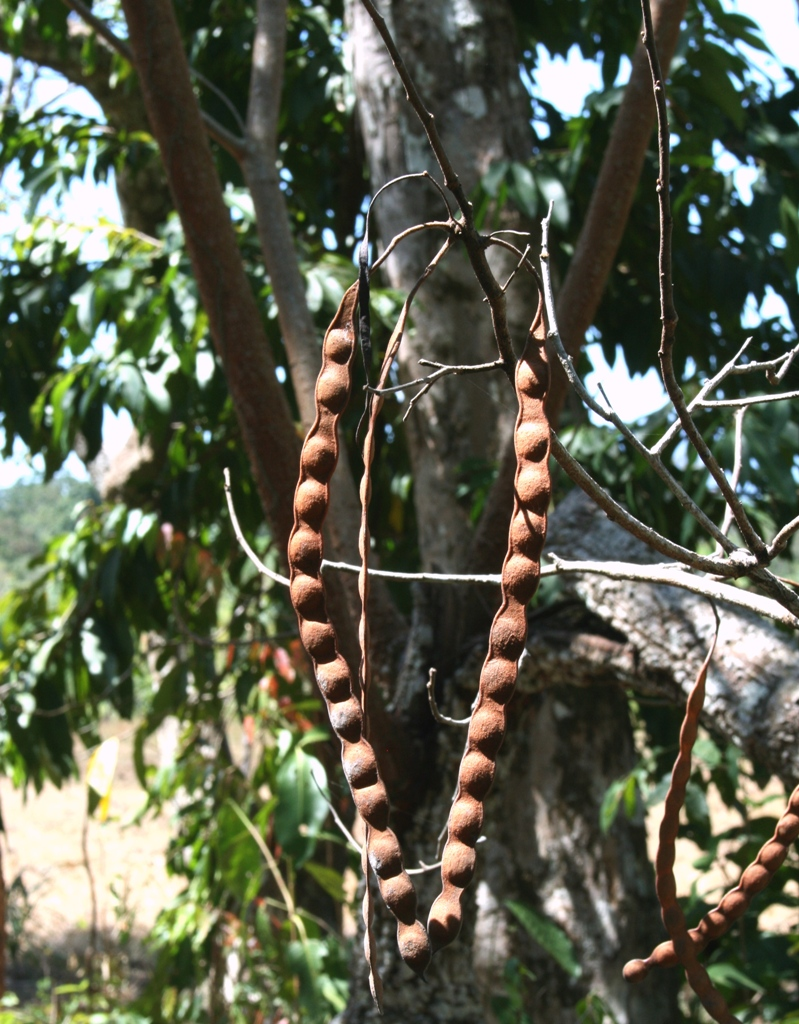
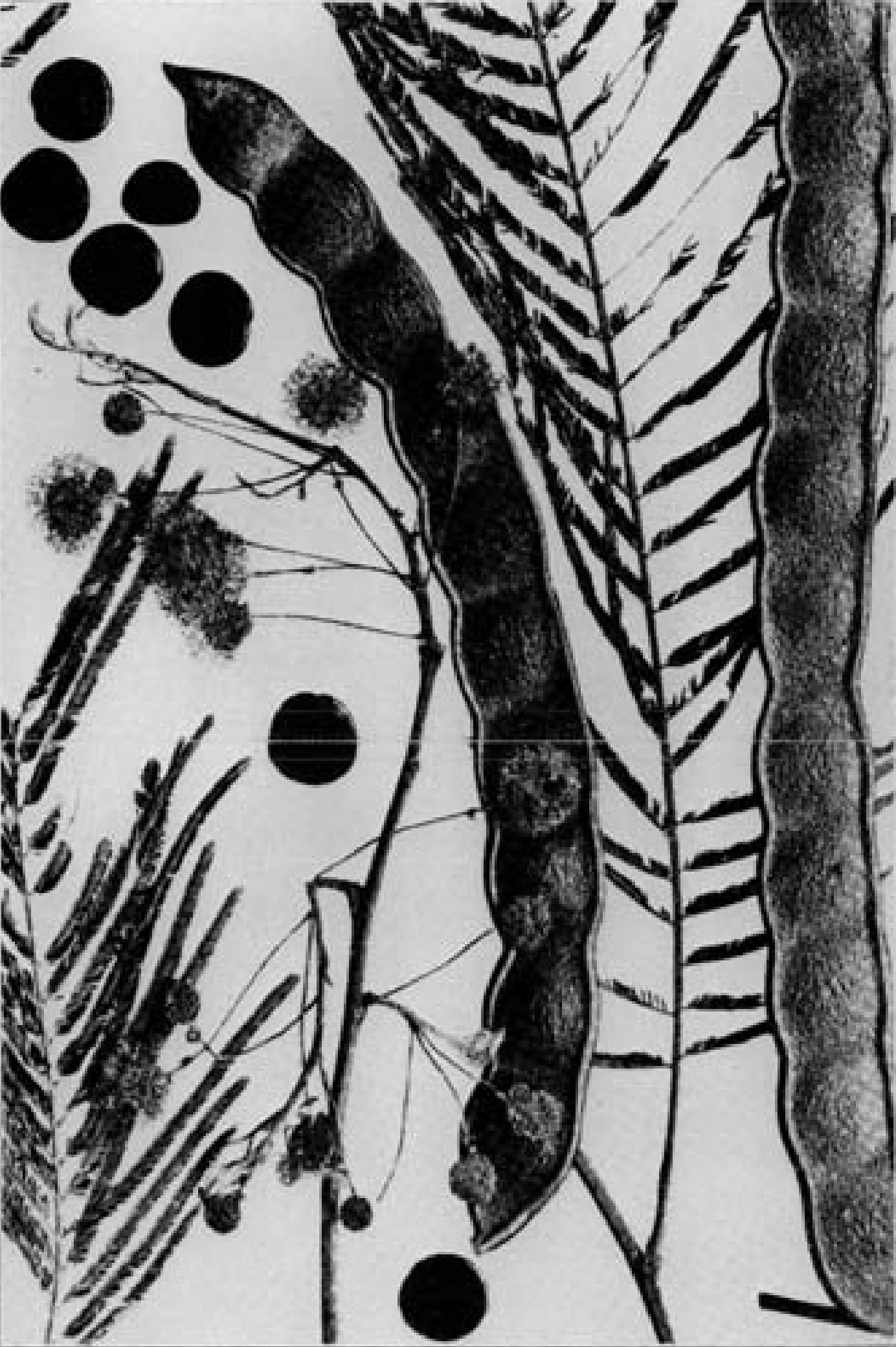
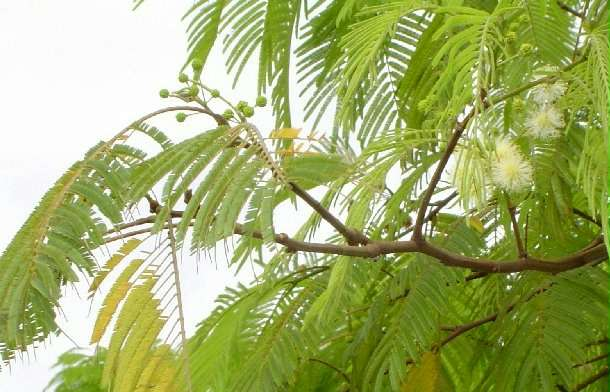
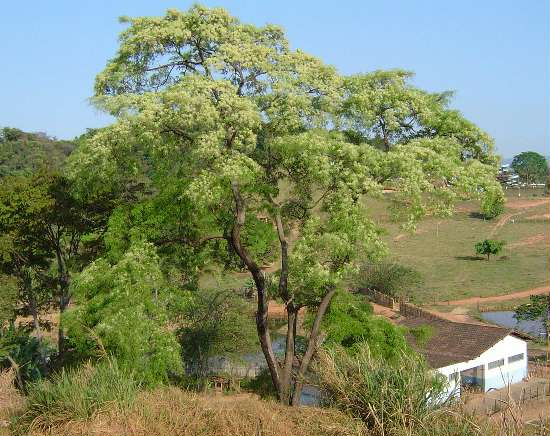